# Вальтер Лопес Кастельянос
Вальтер Александер Лопес Кастельянос (ісп. Walter Alexander López Castellanos * 25 вересня 1980 року) — гватемальський футбольний арбітр, арбітр ФІФА з 2006 року.

## Кар'єра
Лопес був залучений на чемпіонат світу 2014 року в Бразилії як запасний арбітр і використовувався в чотирьох іграх як четвертий арбітр.
В тому ж році був арбітром клубного чемпіонату світу 2014 року, де Вальтер обслужив фінал між іспанським «Реалом Мадрид» і аргентинським «Сан-Лоренцо де Альмагро» (2:0).
Лопес отримав багато уваги через помилку, якої припустився 10 жовтня 2017 року в останньому груповому матчі кваліфікації на чемпіонат світу 2018 року між Панамою та Коста-Рикою, зарахував на 53 хвилині гол у ворота костариканців, попри те, що м'яч після удару Бласа Переса не перетнув лінію воріт. В результаті Панама виграла 2:1 і лише завдяки цим трьом очкам вперше в історії кваліфікувалась на чемпіонат світу.